# Мост О’Нила

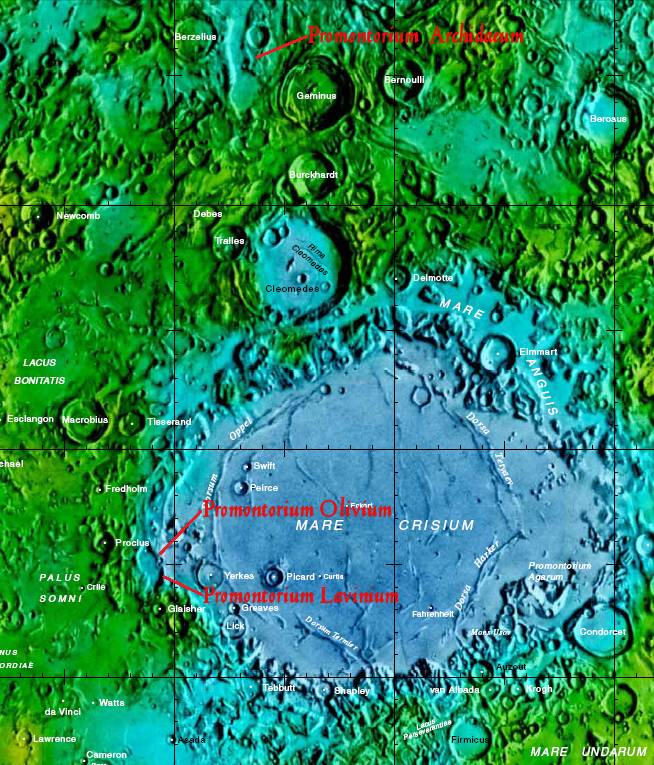
Мысы Оливий и Лавиний рядом с морем Кризисов

Мост О’Нила — иллюзорный объект на Луне, на западном краю Моря Кризисов. Открыт в 1953 году Джоном О’Нилом и считался огромной аркой, соединяющей два небольших выступа гористой местности — мыс Оливий и мыс Лавиний. Высказывались гипотезы о его искусственном происхождении. Позже оказался игрой света и тени. Селенографические координаты объекта — 15°06′ с. ш. 49°24′ в. д. / 15,1° с. ш. 49,4° в. д..

## История
Утром 29 июля 1953 года Джон О’Нил, научный редактор New York Herald Tribune, при помощи 4-дюймового (10-сантиметрового) телескопа-рефрактора наблюдал поверхность Луны в западной части Моря Кризисов. Заходящее над Луной Солнце ярко освещало высокие пики гор, которые возвышались, подобно островам в море теней. Изменив увеличение с 90 до 125, а затем — до 250 крат, О’Нил обнаружил между мысами Promontorium Olivium и Promontorium Lavinium (сейчас эти названия не входят в официальную номенклатуру МАС) «огромный природный мост», достигавший 12 миль (19 километров) в длину.
После 90 минут наблюдений О’Нил убедился в своём открытии. После того, как другие наблюдатели получили извещение об открытии, они подтвердили его. Наиболее многообещающее из них поступило от Хью Перси Уилкинса, директор Лунного отдела Британской астрономической ассоциации, который использовал для наблюдений 15-дюймовый (38-сантиметровый) рефлектор системы Ньютона. Уилкинс обнаружил не только арку и просвет под ней, но и тень моста на окружающей лунной поверхности.

## Оценки открытия
В радио-интервью для Би-би-си 23 декабря 1953 года Уилкинс заявил:
Несомненно, это действительно мост. Его длина составляет почти 20 миль с одной стороны до другой, и он, вероятно, возвышается примерно на 5000 футов над поверхностью, лежащей под ним… Ошибки быть не может: он подтверждён другими наблюдателями. Он выглядит рукотворным… и выглядит почти как инженерная конструкция… он отбрасывает тень, и можно видеть проходящие под ним солнечные лучи… 
Сенсация, основанная на интервью Уилкинса, попала в американские газеты, а также вызвала скептический настрой к открытию со стороны астрономов. Уилкинс заявил, что его слова были вырваны из контекста.
Позднее это открытие было интерпретировано таким образом, что эта структура, по-видимому, появилась в течение недель или даже дней, однако внезапное появление такого сооружения невозможно.
В 1954 году, на заседании Британской Астрономической ассоциации, Уилкинс сообщил о новых исследованиях моста. Наблюдения при помощи 60-дюймового (1,5-метрового) рефлектора обсерватории Маунт-Вилсон показали, что мост, заявленный О’Нилом, является всего лишь игрой света и тени на одном из кратеров, а также выявили много меньшую арку длиной 1,5 мили (2,4 км) в Promontorium Olivium; позднее это же было подтверждено снимками «Аполлона-7».
В 1963 году в книге A Survey of the Moon Патрик Мур писал:
Может быть, это и так: но в лучшем случае, это крошечная природная особенность, не представляющая какого-либо интереса или важности.